# Нельсон, Иэн Майкл
Иэ́н Майкл Не́льсон (англ. Ian Michael Nelson, род. 10 апреля 1995) — американский актёр и певец.

## Биография
Иэн Нельсон юный еврейский актёр. В 2015 году Нельсон снялся в эпизоде популярного американского сериала «Мыслить как преступник», где сыграл молодого преступника Уилльяма Платта по прозвищу «хештег».
В 2012 году Нельсон появился в фильме «Голодные игры», и был утверждён на роль молодого Дерека Хейла в сериале «Волчонок». 2013 год добавил в копилку актёра роль молодого Оуэна в фильме «Ещё не одинок». В 2014 году вышло два фильма с участием Нельсона. В юридической драме «Судья» Нельсон сыграл сына (автомеханика, бывшего бейсболиста) брата успешного адвоката, а в фильме «Лучшее во мне» роль Джареда.
22 января 2015 года вышел фильм «Поклонник» с Нельсоном в главной роли. Актёр исполнил роль Кевина Петерсона, экранного сына Дженнифер Лопес.
Также играл в нескольких крупных постановках в театре.